# تائوتائو (مجموعه تلویزیونی)
تائوتائو یک مجموعه انیمه است که در ۵۲ قسمت در تی‌وی اوساکا پخش شد. فصل اول از ۷ اکتبر ۱۹۸۳ تا ۳۰ مارس ۱۹۸۴ و فصل دوم نیز از ۹ اکتبر ۱۹۸۴ تا ۹ آوریل ۱۹۸۵ پخش شد. قبل از این مجموعه تلویزیونی، یک فیلم انیمه در ۲۶ دسامبر ۱۹۸۱ منتشر شده بود. تائوتائو یک پروژه چینی-ژاپنی-آلمانی است که توسط شویچی ناکارا و تاتسو شیمامورا کارگردانی شده است.
سریال تائوتائو از شبکه دو سیما در دهه ۱۳۷۰ پخش شد.

## خلاصه
این سریال دربارهٔ یک پاندای کوچک به نام تائوتائو است. در هر قسمت تائوتائو با دوستان خود ماجراجویی می‌کند و به داستان‌های مادرش، گوش می‌دهد.